# Кутсіик
Кутсіи́к (каз. Құтсиық) — село у складі Теректинського району Західноказахстанської області Казахстану. Входить до складу Шагатайського сільського округу.
У радянські часи село називалось Кутцих.
Населення — 41 особа (2021; 314 у 2009, 504 у 1999, 545 у 1989).